# Elbrus Abbasov
Pour les articles homonymes, voir Abbasov.
Elbrus Abbasov (en azéri : Elbrus Osman oğlu Abbasov), né en 1950 à Agdam et mort le 14 décembre 2020 à Bakou, est un footballeur azerbaïdjanais devenu ensuite entraîneur.

## Biographie

### Carrière

#### Carrière de joueur
Elbrus Abbasov commence sa carrière en 1972 avec le FKK Gandja, avec qui il reste deux saisons, avant de rejoindre le Neftchi Bakou en 1975 (il reste au club jusqu'en 1979).
Abbasov inscrit avec le Neftchi Bakou un total de 44 buts en 99 matchs de championnat.

#### Carrière d'entraîneur
Après sa carrière de joueur, il entraîne l'équipe du Qarabağ FK à trois reprises, lors d'une première période en 1990 (le club étant encore soviétique), puis entre 1996 et 1998, et enfin entre 1999 et 2000.

### Décès
Le 14 décembre 2020, Elbrus Abbasov décède des suites de complications liées à la COVID-19 lors de la pandémie de Covid-19 en Azerbaïdjan.

## Palmarès
Neftchi Bakou
- Championnat d'Union soviétique D2 :
  - Vice-champion : 1976.
  - Meilleur buteur : 1976 (28 buts).